# Léon Olivié
Léon Olivié est un peintre français du XIXe siècle né le 4 octobre 1833 à Narbonne et mort le 26 août 1901 à Étretat.
Léon Olivié est un peintre de portraits, de scènes de genre et d'histoire.
Il ne doit pas être confondu avec son homonyme Léon Olivie-Bon (1863-1901).

## Biographie

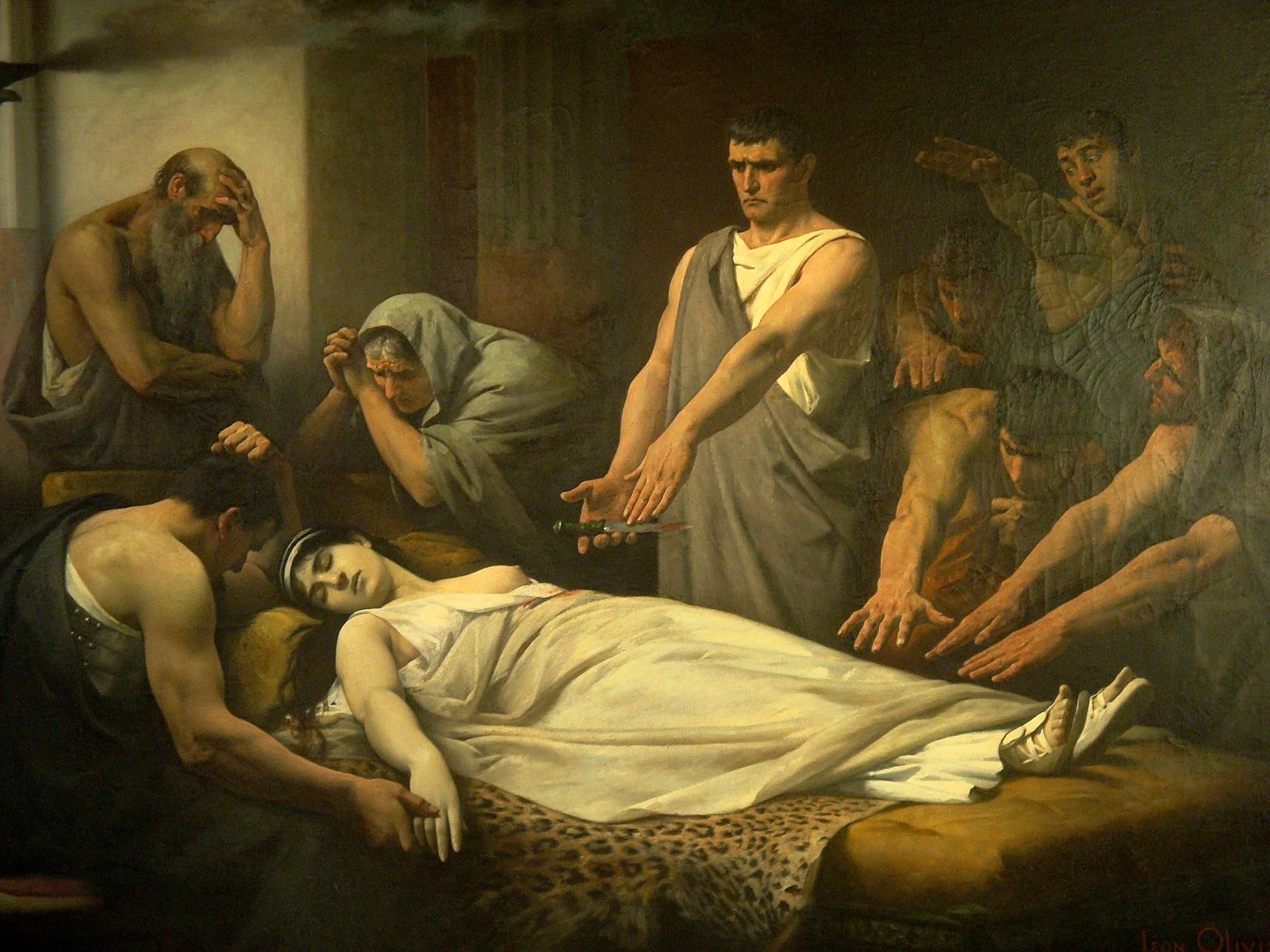
Le Serment de Brutus sur le corps de Lucrèce, musée des Pêcheries, Fécamp.

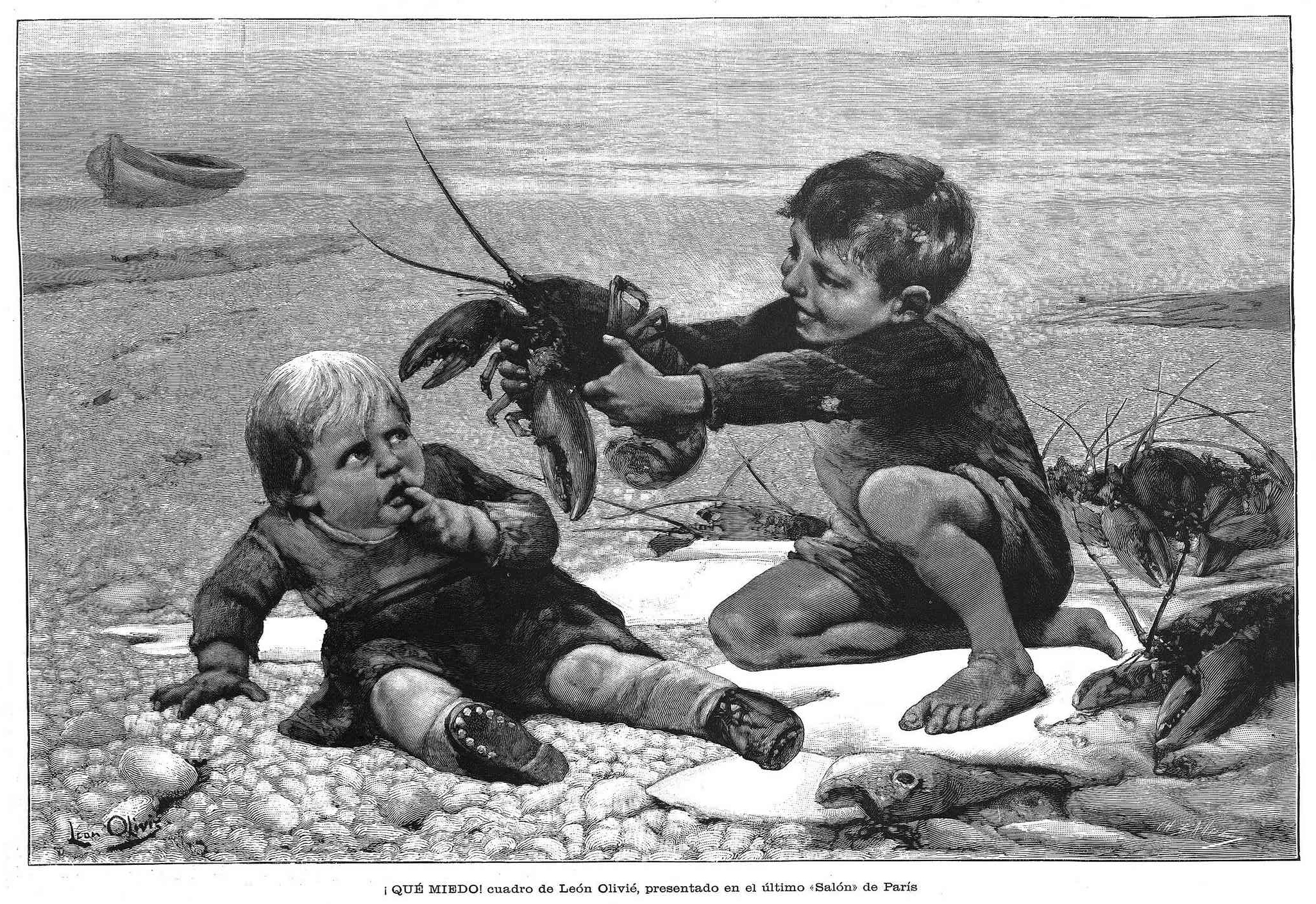
Quelle peur !, gravure d'après le tableau de Léon Olivié, présenté au Salon de 1887 à Paris.

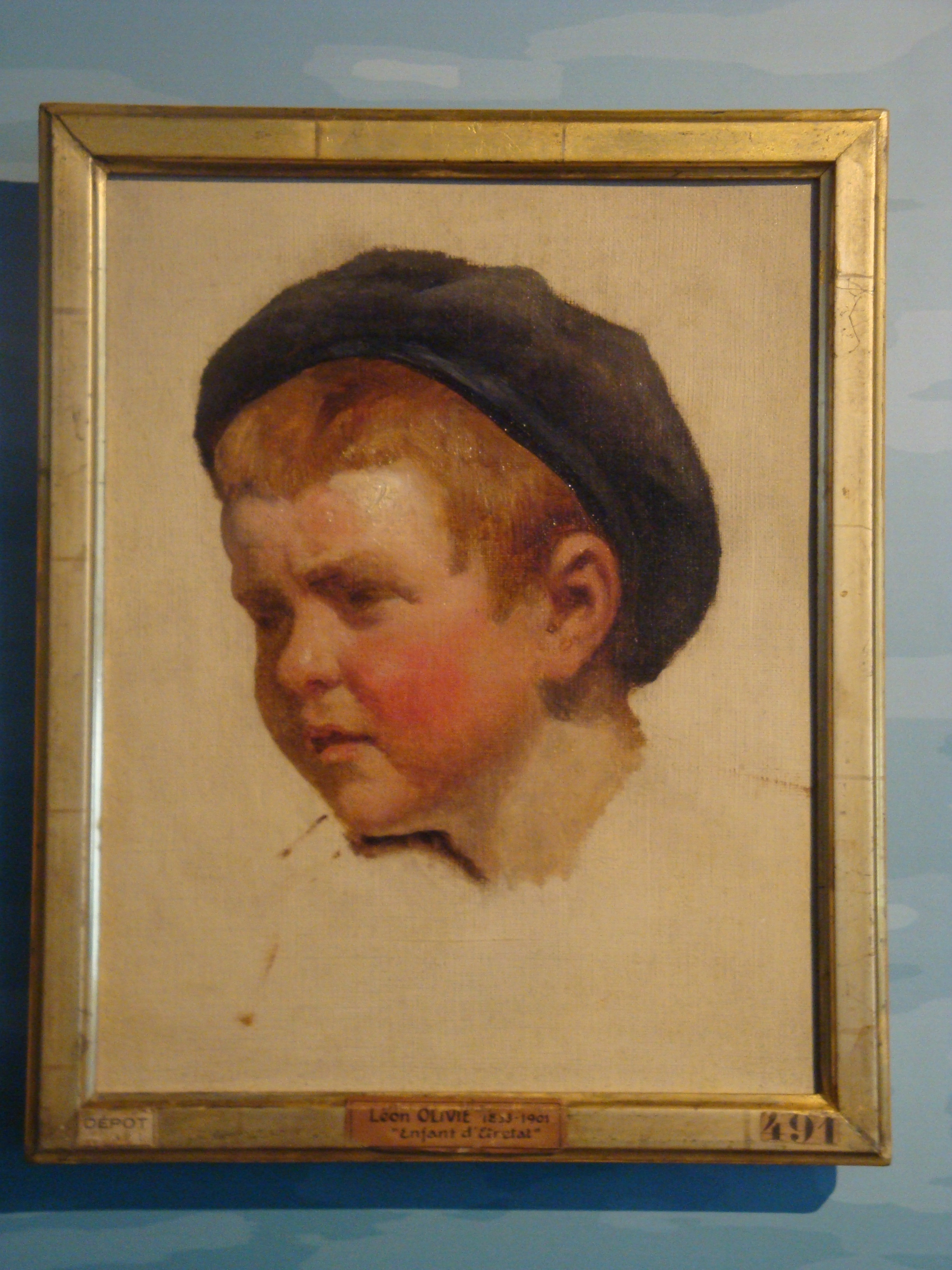
Portrait d'un enfant d'Étretat, musée des Pêcheries - Fécamp

Élève de Léon Cogniet et de Louis-Eugène Cœdès , il débute au Salon de Paris en 1859. Dès 1862, il réalise dans l'Orne pour l'église d'Aubry-le-Panthou deux pendants, Saint-Germain et Saint-Blaise.
Le peintre réalise plusieurs portraits, d'après Franz Xaver Winterhalter, de l'empereur Napoléon III et de l'impératrice Eugénie.
En 1870, le critique Camille Lemonnier note que le peintre n'a pas lu Shakespeare pour peindre son Falstaff présenté au Salon et « que sa peinture, un peu coulante, a des finesses et point de vigueurs. »
Il épouse la fille de monsieur Frébourg-Fauvel, armateur à Fécamp, et s'installe avec sa femme Marie Frébourg à Étretat en 1880, où il élève ses deux filles. Sa fille Marthe Olivié (Étretat 1881-Nice 1954) épouse Henri Sarazin-Levassor (Asnières 1880, Étretat 1961), dont leur fille Lydie Sarazin-Levassor (1902-1988) est la première épouse de Marcel Duchamp.
Léon Olivié peint la vie pittoresque des enfants et des pêcheurs à Étretat.
En 1885, le peintre demande à rencontrer Claude Monet qui sans enthousiasme lui présente ses toiles.

## Œuvre

### Le serment de Brutus sur le corps de Lucrèce
Le musée des Pêcheries de Fécamp possède de lui Le Serment de Brutus sur le corps de Lucrèce primé au salon de 1879. Il est donné à la ville par le ministère de l'Instruction publique et des Beaux-Arts en 1880. Cette œuvre au style lisse et grandiloquent est caractéristique des attentes du jury : « C'est beau, c'est du grand art » écrit le critique Véron, dans l'annuaire du Salon. Le premier conservateur du musée de Fécamp trouve « l'œuvre grandiose et magistrale. 

### Collections publiques
Son œuvre est présente dans les musées de Dijon (Dimanche des Rameaux à Etretat), Bar-le-Duc (Moine priant dans une église), de Rouen (Portrait de Monsieur Leroy-Petit), Versailles (Portrait de Sophie Chéron (1648-1711)), Laval (Paul Boudet (1800-1877)), d'Aix-en-Provence, Angoulême, Langres.